# Karl Plagge
Le commandant Karl Plagge (Darmstadt, le 10 juillet 1897 - 19 juin 1957) est un officier allemand, membre du parti nazi. Il employa pendant la Seconde Guerre mondiale 1200 Juifs dont 500 hommes et le reste des femmes et des enfants, pour du travail forcé, leur assurant ainsi une plus grande chance de survivre à la presque extermination des Juifs de Lituanie qui se déroula de 1941 à 1943.

## Attraction puis désenchantement
Plagge, un vétéran de la Première Guerre mondiale, est tout d'abord attiré pendant les années difficiles suivant la signature du traité de Versailles par les promesses d'Adolf Hitler et du parti nazi de reconstruire l'économie allemande et la fierté nationale. Il adhère en 1931 au parti nazi et travaille dans un but de renaissance nationale. Cependant, il entre assez rapidement en conflit avec les autorités locales du parti en refusant d'enseigner les théories raciales nazies, qu'en tant que scientifique, il ne peut pas admettre. Son refus continu d'épouser les thèses racistes le fait accuser en 1935 d'être l'« ami des Juifs et des francs-maçons », et il est démis de toutes ses fonctions dans l'appareil local du parti.

## Activités en Lituanie

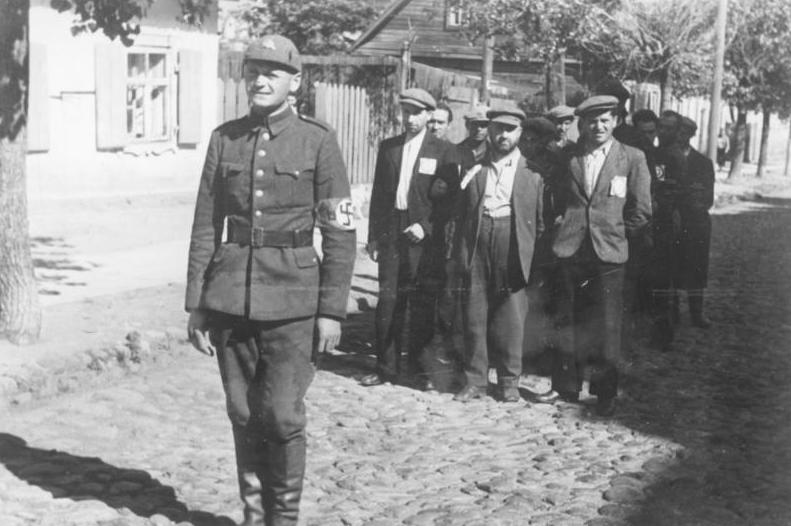
Soldat lituanien avec une escouade de Juifs prêts à se rendre au lieu de travail assigné. Plagge en a sauvé 250 environ, en leur fournissant un certificat de travail.

### Intérêt pour ses travailleurs juifs
Plagge sort de l'Université technique de Darmstadt en 1924 avec un diplôme d'ingénieur. Quand il est incorporé dans la Wehrmacht au début de la Seconde Guerre mondiale, il est nommé commandant d'une unité technique, le HKP-562, dont le travail consiste à réparer les véhicules militaires endommagés sur le front de l'Est. Plagge et son unité arrivent à Vilnius en juillet 1941 et est bientôt témoin du génocide qui se pratique contre les Juifs de cette région. Plagge, en raison de son soutien apporté au parti nazi au début des années 1930, se sent responsable des horreurs dont il est le témoin et décide alors d'essayer de sauver le plus de Juifs possible de la machine génocidaire nazie.
Afin de sauver quelques Juifs assiégés dans Vilnius, il leur procure des certificats de travail, certifiant qu'ils sont des ouvriers spécialisés indispensables, indépendamment de leur bagage technique réel. Ce type de permis de travail protège l'ouvrier, sa femme et deux de ses enfants et lui permet d'échapper aux rafles effectuées par les SS dans le ghetto de Vilnius, où les Juifs sans permis de travail sont conduits et exécutés dans les bois de Paneriai. Plagge fournit 250 de ces permis à des hommes, ce qui permit de protéger environ 1 000 personnes en incluant les femmes et les enfants de 1941 à la mi-1944.
En septembre 1943, il devient évident pour Plagge que le ghetto de Vilnius va être liquidé et que tous les Juifs restants, avec ou sans permis de travail, seront exécutés par les SS. Pendant cette période cruciale, Plagge effectue des efforts bureaucratiques énormes pour créer un camp de travail indépendant, le camp HKP-562, dans les environs de Vilnius, malgré la résistance considérable de la SS. Le 16 septembre 1943, Plagge transporte ses travailleurs juifs et leur famille, soit plus de 1 000 personnes, du ghetto de Vilnius au camp HKP nouvellement érigé rue Subocz où ils seront relativement en sécurité quand le ghetto de Vilnius sera liquidé dix jours plus tard par les SS. Les conditions dans le camp sont relativement correctes, avec un travail décent, de la nourriture adéquate et, grâce aux ordres de Plagge de traiter les civils avec respect, presque sans brutalités de la part des soldats allemands.
Malgré la bienveillance de Plagge et de ses hommes, le sort des Juifs du camp reste finalement entre les mains des SS, qui pénètrent à deux occasions dans le camp afin de commettre leurs atrocités. En novembre 1943, un prisonnier juif appelé David Zalkind, sa femme et son enfant tentent de s'échapper du camp et sont capturés par la Gestapo. Ils sont exécutés en public dans la cour du camp en face de tous les prisonniers réunis. Pire, le 27 mars 1944, alors que Plagge est en permission en Allemagne, les SS entrent dans le camp et effectuent une “Kinder Aktion”, la rafle des enfants dans laquelle la grande majorité des 250 enfants du camp sont capturés et envoyés à la mort.

### Été 1944 – la fin du camp
À l'approche de l'été 1944, l'Armée rouge avance dans les faubourgs de Vilnius et il est clair que très bientôt, toute la région sera entre leurs mains. Cette période est pleine de danger pour les Juifs du camp de travail HKP 562, car ils comprennent qu'avant la retraite allemande, les SS auront certainement pour mission de tous les liquider. De nombreux Juifs se sont préparés à cette éventualité en créant des caches où se réfugier, dans les cloisons des murs ou dans les combles. Le problème est de savoir quand les escadrons SS viendront afin de se préparer à se cacher ou à fuir.
Le 1er juillet 1944, le commandant Plagge entre dans le camp et réunit les prisonniers pour un discours informel. En présence d'un officier SS, il leur annonce que lui et ses hommes vont être transférés vers l'ouest, et que malgré sa demande, il n'a pas obtenu la permission d'emmener ses ouvriers spécialisés. Le lundi 3 juillet, ils seront transférés dans un autre camp escortés par la SS, qui comme ils le savent est "une organisation chargée des réfugiés".
Après cet avertissement à peine voilé, la moitié des prisonniers se cachent avant l'arrivée des escadrons SS. Les 500 prisonniers qui répondent présents à l'appel le 3 juillet 1944 sont conduits dans la forêt de Paneriai et exécutés. Les trois jours suivants, les SS fouillent le camp et les environs et retrouvent environ la moitié des prisonniers manquants qui sont immédiatement exécutés dans la cour du camp. Quand l'Armée rouge capture Vilnius quelques jours plus tard, environ 250 Juifs du camp émergent de leur cachette.

### Efficacité des efforts de Plagge pour sauver des Juifs
Les exécutions des Juifs de Vilnius et des environs ont eu lieu principalement à Paneriai (Ponary), site d'exécution de masse, où 100 000 personnes furent assassinées, en général d'un coup de pistolet dans la tête, et leur corps jeté dans une fosse. Environ 90 % étaient des Juifs lituaniens ou d'autres nationalités; d'autres Juifs de Vilnius furent déportés dans des camps d'extermination. En recrutant intentionnellement des Juifs plutôt que des Polonais, Plagge a essayé de sauver autant de Juifs qu'il pouvait. Le résultat est cependant partiel. Son unité a été obligée d'évacuer et de laisser la place à la SS. Ceux-ci ont tué plus de 1 000 personnes du camp dans les trois derniers jours d'occupation allemande de la Lituanie.
L'efficacité des efforts de Plagge pour sauver des Juifs en les utilisant comme travailleurs forcés a permis de sauver environ 20 % de ces travailleurs, comparé aux 3 à 5 % des Juifs lituaniens qui ont pu être sauvés en se réfugiant dans les forêts ou chez des amis. Les Juifs du camp HKP représentent le groupe le plus important  de survivants du génocide en Lituanie.
Les efforts de Plagge sont corroborés par les témoignages de survivants.

## Après la guerre
Après la guerre, Karl Plagge retourne à Darmstadt, où il est jugé en 1947 dans le cadre du processus de dénazification. L'issue de son procès est influencée par les témoignages positifs de certains de ses anciens prisonniers. Après le procès, Plagge vécut ses dernières années paisiblement à Darmstadt, avant de mourir en juin 1957 d'une attaque cardiaque. Dans une lettre à un avocat juif, R. Strauss, datée du 26 avril 1956, Plagge se compare au Dr Rieux, un personnage du roman d'Albert Camus, la Peste. Dans le roman, qui a été écrit alors que Camus vivait sous l'occupation nazie en France, Rieux risque sa vie pour sauver des gens de la peste, mais ses efforts ne peuvent pas sauver beaucoup de gens et semblent souvent inutiles. Comme Plagge, Rieux ne se considère pas comme un héros.

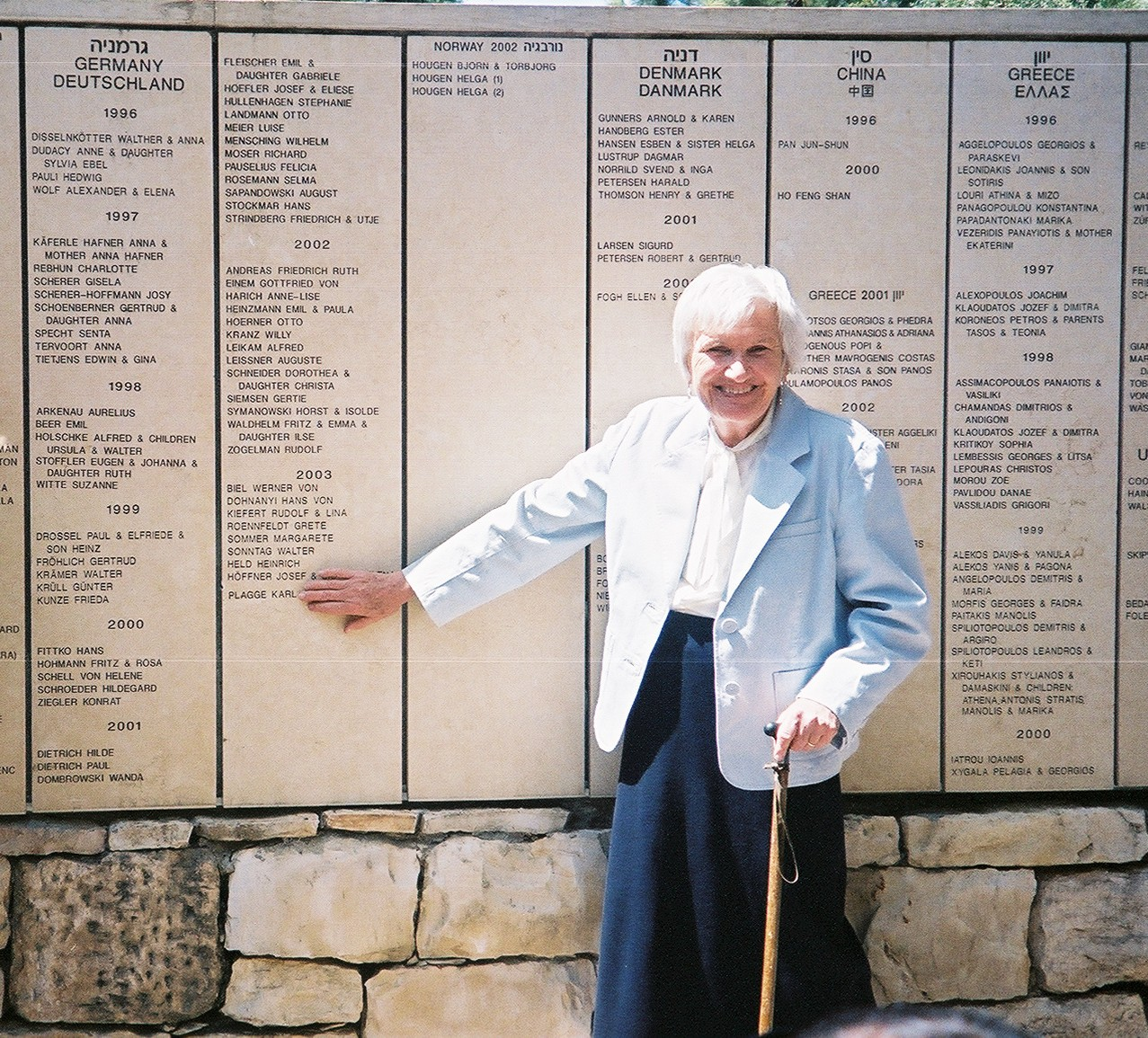
Pearl Good, survivante du camp HKP montre le nom de Karl Plagge sur le mur des Justes parmi les nations à Yad Vashem

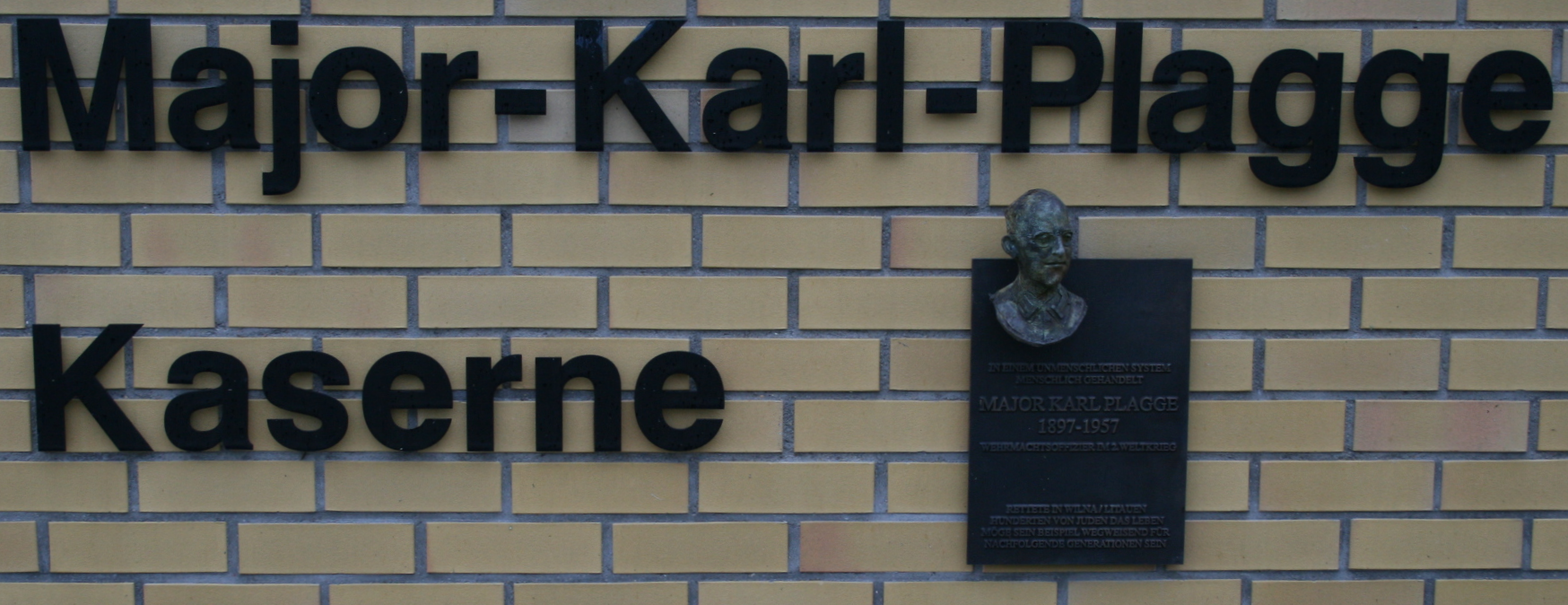
Entrée de la caserne Commandant Karl Plagge

En 2005 le Mémorial de Yad Vashem lui confère le titre de Juste parmi les nations.
En février 2006, l'ancienne caserne Frankenstein de la Bundeswehr à Pfungstadt en Allemagne, est renommée Caserne Karl-Plagge.

## Karl Plagge Award
Le Prix Karl Plagge (Karl Plagge Award) est un don des descendants de la famille de Karl Plagge. Il est destiné à récompenser les élèves en Lituanie qui s'engagent à l'étude de l'histoire des Juifs en Lituanie au-delà du programme scolaire. Le prix est remis chaque année avec l'approbation du Ministère lituanien d'Éducation et de Science.
Les fonds sont fournis par la famille à titre privé avec l'aide de leurs amis.